# Scelorchilus
Scelorchilus är ett litet fågelsläkte i familjen tapakuler inom ordningen tättingar. Släktet omfattar endast två arter som förekommer i Chile och angränsande västra Argentina:
- Vitstrupig tapakul (S. albicollis)
- Chucaotapakul (S. rubecula)